# پایان بازی (فیلم ۱۹۷۵)
پایان بازی (به انگلیسی: End of the Game) فیلمی محصول سال ۱۹۷۵ و به کارگردانی ماکسیمیلیان شل است. در این فیلم بازیگرانی همچون جان ویت، جکلین بیسیت، مارتین ریت، رابرت شاو، گابریله فرزتی، ریتا کالدرونی، لیل داگوفر و فریدریش دورنمات ایفای نقش کرده‌اند.